# Prix de musique folk canadienne
Les Prix de musique folk canadienne sont une cérémonie annuelle de remise de prix dans diverses catégories pour les réalisations de musiciens canadiens en musique folk traditionnelle et contemporaine, ainsi que dans d'autres genres de musique roots.
Le programme de prix a été créé en 2005 par un groupe de représentants de labels indépendants, de diffuseurs de musique folklorique, d'artistes et de passionnés pour célébrer et promouvoir la musique folklorique canadienne.